# El emperador y el asesino
El emperador y el asesino, también conocida como El primer emperador, es una película dramática china de 1998 inspirada en el intento de asesinato de Jing Ke contra el emperador Qin Shi Huang en el año 227 a. C. La cinta fue dirigida por Chen Kaige y protagonizada por Gong Li, Zhang Fengyi, Li Xuejian y Zhou Xun. Fue bien recibida por la audiencia y la crítica especializada y ganó el Gran Premio Técnico en el Festival Internacional de Cine de Cannes en 1999. En su momento fue la película más costosa producida en China, con un presupuesto aproximado de veinte millones de dólares.

## Sinopsis
La película cubre gran parte de la carrera de Qin Shi Huang, recordando sus primeras experiencias como rehén y presagiando su dominio sobre China. Lo representa esencialmente como un idealista que busca imponer una paz o unidad en el mundo a pesar de varias traiciones y pérdidas. Su historia consta de tres incidentes principales: el intento de asesinato a manos de Jing Ke en el año 227 aC; el rumor (ficticio) de que un ministro principal había engendrado a este último antes de transferir su concubina para convertirse en la reina viuda; y la historia de un oficial que tuvo hijos de la propia reina viuda. El primer incidente es el punto culminante de la película, con escenas anteriores que lo anticipan; los otros dos incidentes ocurren entre la génesis ficticia y la manifestación histórica del primero.
En la película, Qin Shi Huang envía a su concubina Lady Zhao al estado de Yan como espía para reclutar a un asesino que intentara matarlo, con la intención de usarlo como casus belli para iniciar una guerra contra Yan. Lady Zhao lo persuade para que lleve a cabo el asesinato. Después de enterarse de la masacre de Qin Shi Huang contra los niños en su estado natal de Zhao, Lady Zhao desea el asesinato realmente. El intento fracasa, pero Qin Shi Huang desata su furia cuando sus asociados no intentan detener al asesino y se ve obligado a matar al propio Jing Ke. Se entristece aún más cuando Lady Zhao regresa a Qin solo para recuperar a Jing Ke y poderle dar un apropiado entierro.

## Reparto
- Gong Li es Lady Zhao.
- Zhang Fengyi es Jing Ke.
- Li Xuejian es Ying Zheng.
- Gu Yongfei es la reina Dowager.
- Wang Zhiwen es Lao Ai.
- Lü Xiaohe es Fan Yuqi.
- Sun Zhou es Dan de Yan.
- Chen Kaige es Lü Buwei.

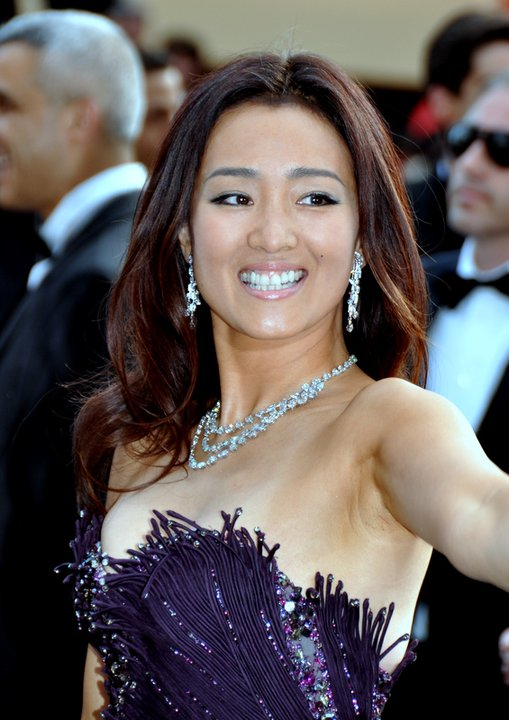
La estrella del cine chino Gong Li interpretó el papel de Lady Zhao, concubina de Qin Shi Huang.

- Pan Changjiang es el oficial de la prisión.
- Zhou Xun es la chica ciega.
- Cong Zhijun es el viejo oficial.
- Li Longyin es el dueño de la tienda.
- Li Qiang es el mensajero de Han.
- Zhao Benshan es Gao Jianli.
- Ding Haifeng es Qin Wuyang.
- Li Hongtao es Li Si.
- Wei Chao es Doujiyan.

## Recepción
El emperador y el asesino ganó el Gran Premio Técnico en el Festival de Canes de 1999 y compitió por la Palma de Oro. Zhao Fei obtuvo el premio Golden Rooster en 1999 por mejor fotografía. El director Chen Kaige señaló en el estreno de la película en el Festival de Cine de Cannes que esperaba que El Emperador y el Asesino tuviera relevancia y un impacto positivo en los eventos de la época, en particular las Guerras Yugoslavas.
La película en general fue bien recibida por la crítica y la audiencia. En el sitio Rotten Tomatoes cuenta con un porcentaje de aprobación del 81 %, con un rating promedio de 3,7 sobre 5. Michael Dequina de The Movie Report se refirió a la cinta de la siguiente manera: «Es difícil argumentar contra un enfoque tan melodramático cuando se crea una emoción tan palpable e inquietante». Jeffrey M. Anderson de Combustible Celluloid afirmó: «Chen fusiona finos detalles y política para hacer que todo cobre vida y parezca relevante».